# Polixene Trabudua Agirrezabal
Polixene Trabudua Agirrezabal (Sondika, 23 de setembre de 1912 - Zeberio, 3 d'abril de 2004) va ser una activista política basca, militant del Partit Nacionalista Basc, membre del famós quartet femení al costat de Haydée Agirre, Julene Urzelai i Maria Teresa Zabala.

## Trajectòria
Després que els seus pares, María i Prudencio, perdessin a dos nens en l'embaràs, quan ella també va néixer amb complicacions, el seu pare va voler batejar-los ràpidament i se'n va anar a l'església sense pensar el nom. Malgrat que l'abat li va recomanar que li posés el nom de la santa del dia, el seu pare va triar el d'una deessa grega poc coneguda, la deessa Políxena.
Als 7 anys va realitzar els seus primers estudis a Sondika i va continuar al col·legi Filles de la Creu a Bilbao. Va realitzar classes de magisteri a Bilbao i, posteriorment, va començar a impartir classes de llengua basca a l'ikastola de Sondika i al batzoki del carrer Bidebarrieta de Bilbao. Allà va entrar a la Junta de la Dona Patriòtica del PNB. El 1933 va ser detinguda i empresonada a la presó de Larrinaga pels seus comentaris a favor de la independència en un míting. A la presó hi va romandre 15 dies al costat de Haydée Agirre.
Els mítings els donava en llengua basca, en una variant ben pura. En aquella època, a més dels mítings, va publicar diversos articles a la revista Jagi-Jagi, que va començar a redactar-se l'octubre de 1932. El mateix dia que va complir 21 anys es va casar amb José Mandaluniz, jugador de futbol de l'Athletic Club.
Durant la Guerra del 36 va continuar fent mítings mentre tenia tres fills. En aquell temps va col·laborar amb l'Aberri Emakume Batza. La família va marxar del poble perquè durant la guerra era un objectiu clar (l'únic aeroport de Biscaia) i va estar un temps en un caseriu de Guernica. Des d'allà va ser testimoni del bombardeig al poble. Poc després, el front es va esvair i va fugir amb vaixell amb la seva família, de Bilbao a Lapurdi. Fins al 1942 van viure a París, on va néixer el quart fill. Després van ser a Veneçuela i el 1950 tots van tornar a Bilbao. Però dos anys després va tornar a Veneçuela. En aquella època va reprendre la redacció, sobretot d'articles, els quals van ser recollits per la Fundació Sabino Arana en el seu llibre Crónicas de amama.

## Llegat
- En el llibre publicat el 2020, Baginen. Euskal Herriko historia emakumeen bitartez, va ser un dels noms escollits.[6]